# Glass no kamen
Glass no kamen (jap. ガラスの仮面 Garasu no kamen) – shōjo-manga stworzona przez Suzue Miuchi, wydawana w magazynie Hana to Yume od stycznia 1976 roku. Historia została zekranizowana w formie anime w roku 1984, powstała również nowsza wersja w 2005 roku. Do roku 2009 sprzedano 50 milionów kopii w Japonii.
W latach 1993–2009 Miuchi stworzyła jedynie 5 tomów, z czego 2 wydano w 2009, seria jest obecnie wydawana w magazynie Bessatsu Hana to Yume.

## Fabuła
Glass Mask jest opowieścią przedstawiającą karierę Mai Kitajimy, jako profesjonalnej aktorki i jej rywalizacji z utalentowaną Ayumi Himekawą. Obie dążą do osiągnięcia zawodowego sukcesu, potrzebnego do odegrania roli w sztuce "Kurenai Tennyo". Choć Maya nie jest odznaczającą się urodą ani inteligencją dziewczyną, to jej pasja do aktorstwa całkowicie ją pochłania, do tego stopnia że kilkakrotnie ryzykowała życie. Od dziecka matka powtarzała jej, że jest do niczego, dlatego Maya chce udowodnić światu i sobie, że jest coś warta. Z drugiej strony, wszyscy oczekują, że jej wszechstronnie utalentowana rywalka, Ayumi, osiągnie sukces.
Wraz z rozwojem akcji, odkrywane zostają skomplikowane relacje łączące postaci, zaczynając od mentorki Mai, Chiguse Tsukikage, która odkryła w Mai niespotykany talent do aktorstwa, podczas jej poszukiwań godnej następczyni do roli "Kurenai Tennyo", i Masumiego, młodego prezesa firmy Daito, który w towarzystwie Mai robi wrażenie przebiegłego przedsiębiorcy, lecz potajemnie ją wspiera i zachęca jako "murasaki no bara no hito" po angielsku "The Purple Rose Person", jak został nazwany przez Mayę ze względu na przesyłane jej fioletowe róże. Hajime Onodera, reżyser pracujący dla Daito, chce zdobyć prawa autorskie do "Kurenai Tennyo", w posiadaniu których jest Chigusa Tsukikage, ale ponieważ odmawia ona ich sprzedaży, Onodera próbuje doprowadzić szkołę Tsukikage do bankructwa, poprzez stosowanie brudnych sztuczek. Fakt że Onodera pracuje dla Masumiego, o którym Maya nie wie że to on jest "The Purple Rose Person", jest powodem dla którego Maya nienawidzi Masumiego.

## Postaci
Maya Kitajima to młoda utalentowana aktorka, trzynastoletnia w momencie gdy opowieść się zaczyna, początkowo pomagająca matce w pracy w chińskiej restauracji. Jej ojciec zmarł, gdy była jeszcze mała, a jej matka, Haru, uważa córkę za osobę bezużyteczną. Talent Mai zostaje odkryty przez niegdyś sławną aktorkę Chiguse Tsukikage, od tego momentu rozpoczyna się obiecująca, ale i usiana problemami kariera Mai pod skrzydłami Chiguse Tsukikage. Matka Mai zniechęca dziewczynę do kariery aktorskiej, uważając że stanie się ona pośmiewiskiem. Z tego powodu również nie przychodzi, aby zobaczyć szkolne przedstawienie w którym Maya odgrywa jedną z ról, zwłaszcza że jest to rola nieszczęśliwej i budzącej politowanie postaci. Jednakże sposób w jaki Maya odegrała tę rolę, dodając postaci głębi i tragizmu, kiedy w założeniu miała być to postać śmieszna i żałosna, okazuje się znakomity. Później, Maya staje przed decyzją czy zostać aktorką i wybiera tę karierę. Chiguse Tsukikage doprowadza do zerwania więzi łączących Mayę i jej matkę, sprawiając że postanowienie Mai stało się decyzją nieodwracalną.